# Asterisk
Asterisk este un software gratis / open-source care implementează o centrală telefonică de birou (în engleză: private branch exchange, PBX). Precum orice altă centrală de birou, permite unui număr de telefoane atașate să efectueze convorbiri între ele precum și să se conecteze către alte telefoane din exterior (incluzând PSTN). Numele provine de la simbolul asterisc,  * sau steluță, care în mediile Unix (incluzând Linux) și DOS reprezintă o multiselecție, potrivindu-se cu numele oricărui fișier.
Asterisk are două forme de licențe, softul gratis fiind sub licență GNU General Public License (GPL), precum și sub o licența comercială care permite utilizarea codec-urilor licențiate, precum G.729. Cel care a inițiat Asterisk a fost Mark Spencer de la compania Digium. El este și în continuare principalul susținător al proiectului, multe alte zeci de programatori contribuind cu extinderi ale funcțiilor și prin raportarea problemelor. La început a fost proiectat să funcționeze sub sistemul de operare Linux. În prezent Asterisk rulează de asemenea pe OpenBSD, FreeBSD, Mac OS X, Sun Solaris și Windows de la Microsoft, cu toate că platforma „nativă”, Linux, este cea mai frecvent folosită.
Asterisk include software pentru funcții disponibile mai înainte numai în sistemele centrale comerciale costisitoare — căsuță vocală, apel tip conferință, raspuns vocal interactiv (meniuri telefonice) și automatic call distribution. Utilizatorii pot crea noi funcții prin scrierea de scripturi pentru planurile de numerotare în limbaj propriu definit de Asterisk, sau prin adăugarea de module personale scrise în C, fie prin scrierea de scripturi de interfață gateway Asterisk în Perl sau alte limbaje de programare.
Pentru a atașa un telefon obișnuit la un server Linux care rulează Asterisk, sau pentru a conecta trunchiuri către PSTN, serverul trebuie echipat cu plăci speciale. (Un modem obișnuit nu este suficient.) Digium și alte câteva companii vând astfel de plăci de tip PCI care pot atașa telefoane, linii telefonice T1 sau E1, precum și altfel de linii digitale și analogice.
Poate cea mai interesantă caracteristică de astăzi a softului Asterisk este suportul pentru multe protocoale de Voce peste IP (VoIP), incluzând SIP, H.323 și MGCP. Asterisk poate să conlucreze cu majoritatea telefoanelor SIP, comportându-se atât ca server registrar cât și ca o pasarelă între telefoanele IP și rețeaua PSTN. Dezvoltatorii Asterisk au proiectat de asemenea un nou protocol numit IAX, pentru a transporta în mod eficient apeluri între două sau mai multe centrale Asterisk.
Prin susținerea acestei multitudini de servicii telefonice tradiționale precum și a serviciilor de Voce peste IP, Asterisk le permite utilizatorilor să dispună de sisteme telefonice eficiente, sau să migreze treptat de la sistemele actuale către noile tehnologii. Alții aleg să folosească serverele Asterisk pentru a înlocui un PBX mai vechi, pentru a dispune de funcții noi (precum căsuță vocală sau meniuri telefonice) sau pentru a obține o reducere a costurilor prin folosirea apelurilor prin Internet (VoIP).
Companiile de VoIP au început și ele la rândul lor să utilizeze centralele Asterisk.
La 7 martie 2006 versiunea curentă stabilă de Asterisk era 1.2.5.

## Programarea
Asterisk, luat singur, nu este un sistem gata de utilizare. Administratorul trebuie să creeze un plan de numerotare pentru a face Asterisk să răspundă utilizatorilor. Dacă se dorește folosirea Asterisk pe post de centrală telefonică, trebuie neapărat creat un astfel de plan de numerotare.
Asterisk se poate controla prin editarea unui număr de fișiere de configurații. Unul dintre acestea, extensions.conf, este locul unde administratorul definește ce va face Asterisk când se răspunde la un telefon. Pentru a defini contexts, extensii și acțiuni este utilizat un limbaj „nativ” (de bază). Acesta este totuși destul de elementar, semănând întrucâtva cu assembler-ul.
Programarea se poate face de asemenea folosind interfața AGI care permite dezvoltatorilor să scrie programe în limbaje ca Perl sau C.

## Comunități
- Comunitatea rusească a Asterisk-ului
- Comunitatea norvegiană a Asterisk-ului
- Comunitatea spaniolă a Asterisk-ului Arhivat în 16 mai 2008, la Wayback Machine.